# If the Kids Are United
 (juillet 2024).
La mise en forme du texte ne suit pas les recommandations de Wikipédia : il faut le « wikifier ».
Les points d'amélioration suivants sont les cas les plus fréquents. Le détail des points à revoir est peut-être précisé sur la page de discussion.
- Les titres sont pré-formatés par le logiciel. Ils ne sont ni en capitales, ni en gras.
- Le texte ne doit pas être écrit en capitales (les noms de famille non plus), ni en gras, ni en italique, ni en « petit »…
- Le gras n'est utilisé que pour surligner le titre de l'article dans l'introduction, une seule fois.
- L'italique est rarement utilisé : mots en langue étrangère, titres d'œuvres, noms de bateaux, etc.
- Les citations ne sont pas en italique mais en corps de texte normal. Elles sont entourées par des guillemets français : « et ».
- Les listes à puces sont à éviter, des paragraphes rédigés étant largement préférés. Les tableaux sont à réserver à la présentation de données structurées (résultats, etc.).
- Les appels de note de bas de page (petits chiffres en exposant, introduits par l'outil «  Source ») sont à placer entre la fin de phrase et le point final[comme ça].
- Les liens internes (vers d'autres articles de Wikipédia) sont à choisir avec parcimonie. Créez des liens vers des articles approfondissant le sujet. Les termes génériques sans rapport avec le sujet sont à éviter, ainsi que les répétitions de liens vers un même terme.
- Les liens externes sont à placer uniquement dans une section « Liens externes », à la fin de l'article. Ces liens sont à choisir avec parcimonie suivant les règles définies. Si un lien sert de source à l'article, son insertion dans le texte est à faire par les notes de bas de page.
- La présentation des références doit suivre les conventions bibliographiques. Il est recommandé d'utiliser les modèles {{Ouvrage}}, {{Chapitre}}, {{Article}}, {{Lien web}} et/ou {{Bibliographie}}. Le mode d'édition visuel peut mettre en forme automatiquement les références.
- Insérer une infobox (cadre d'informations à droite) n'est pas obligatoire pour parachever la mise en page.

Pour une aide détaillée, merci de consulter Aide:Wikification.
Si vous pensez que ces points ont été résolus, vous pouvez retirer ce bandeau et améliorer la mise en forme d'un autre article.
 " If the Kids Are United " est une chanson du groupe punk rock anglais Sham 69 sortie en juillet 1978.

## Historique
Le single, avec en face B "Sunday Morning Nightmare", atteint la 9e place du UK Singles Chart en juillet 1978. La chanson figure également sur leur album de compilation de 1980, The First, the Best and the Last.
Les textes sont fédérateurs. Le Cri du Gonze le décrit ainsi : « Entre hymne guerrier et bannière sonore révolutionnaire, cette chanson mythique de Sham 69 reste l'une des compositions les plus définitives du punk. Un peu stupide, très motivant, "If the Kids are United" mérite largement sa place au panthéon des chansons parfaites pour amateurs de barricades. ». Le morceau a donné une grande notoriété au groupe, mais a aussi attiré à lui un public de plus en plus skinhead d'extrême droite, à l'inverse des idées du groupe. Dépassés par ce nouveau public, le groupe finit par se séparer, après un concert catastrophique au Reading Festival en août 1978,.

## Reprises
La chanson a été reprise par le groupe punk rock allemand Die Toten Hosen en 1991 pour leur album de reprise Learning English, Lesson One . Sorti en single en 1992, il présente Jimmy Pursey comme musicien invité. Les deux faces B sont des reprises de Sham 69. Le CD single est conçu pour ressembler à une dent de scie.
"If the Kids Are United" figure également sur de nombreuses autres compilations et albums live, et il a été repris par de nombreux artistes et groupes tels que Wat Tyler, Rancid, 7 Seconds, Oi Polloi, DJ Paul, Angelic Upstarts, Red Alert, Bérurier Noir, Sham Pistols, The Kids, Les Ramoneurs de Menhirs, Mama's Boys, Atari Teenage Riot, The Duke Spirit, Jarvis Cocker, et Pluramon.

## Liste des pistes
Face A
"If the Kids Are United"
Face deux
"Sunday Morning Nightmare"

## Liste des morceaux (single de Die Toten Hosen)
1. "If the Kids Are United"
2. "Individual"
3. "Blackpool"